# Дітмар Гоґрефе
Дітмар Гоґрефе (нім. Dietmar Hogrefe, 23 серпня 1962) — західнонімецький вершник.
Бронзовий призер Олімпійських Ігор 1984 року в командному триборстві.
Срібний призер Чемпіонату світу з кінного триборства 1982 року в командному триборстві.